# Serrat de l'Herba-sana
El Serrat de l'Herba-sana és una serra situada al municipi de la Baronia de Rialb a la comarca de la Noguera, amb una elevació màxima de 1.197 metres.